# Cofradía sacerdotal del Santuario de la Virgen de Bendueños
La cofradía sacerdotal del Santuario de la Virgen de Bendueños era una asociación o cofradía que fundaron los sacerdotes de la comarca asturiana de Lena, y también algunos que no tenían sus parroquias en ella, en el año 1620 siendo papa Paulo IV, para ayudarse tanto desde el aspecto material como el espiritual y el social. En aquella época el aislamiento de los curas rurales era enorme y de alguna manera necesitaban estar unidos y reunirse con cierta frecuencia — en la medida de lo posible — también para recibir el sacramento del perdón o confesión, rezar en común, recibir meditaciones, etc.
El «Libro de la Cofradía Sacerdotal», único en Asturias, aporta unos datos muy valiosos sobre este Santuario de la Virgen de Bendueños y muestra de qué manera fue una de las instituciones que contribuyó de forma más importante a aumentar la devoción a la Virgen de Bendueños. Uno de los datos del citado libro, que parece el más esclarecedor, dice así: 

Ad maiorem Dei gloriam el honorem Beatae Mariae semper Virginis, sub título de Vendueños. Fundose la Cofradía Sacerdotal de Nuestra Señora de Vendueños el 12 de enero de 1620 gobernando la Iglesia la Santidad de Paulo IV y siendo Obispo de Oviedo el Ilmo. Sr. D. Martín Manso de Zúñiga, Colegial Mayor del Arzobispo, y reinando en España el Sr. Rey Dn. Phelipe Tercero de Austria.

## Fin principal de la Cofradía
Entre los varios fines de la cofradía destacan: fomentar la devoción a la Virgen de Bendueños, entre sus feligreses como entre ellos mismos, prestarse mutua ayuda habida cuenta de la soledad en que vivían ya que el desplazamiento a otros lugares resultaba largo y dificultoso, ofrecer sufragios por los cofrades que fallecían y, en el plano material, procurar el mantenimiento y la mejora del santuario de Bendueños. La cofradía agrupaba a todos los sacerdotes de los arciprestazgos de Lena de Suso y Lena de Yuso, que abarcaban una extensión mayor que la demarcación del propio concejo de Lena.

## Componentes de la Cofradía
En un principio, la cofradía no admitía cofrades legos con la única excepción del «Señor de la Casa de Campomanes», Vizconde de Peña de Francia al que impusieron la condición de pagar la comida anual que tenía la cofradía por San Marcos y sufragar tres misas por cada cofrade que falleciese. Los quince componentes de la cofradía están expresamente citados en el folio ocho del «Libro de la Cofradía» y son los párrocos de los siguientes lugares: Alcedo de San Lorenzo, Cabezón, Campomanes, Casorvida, Castiello, Jomezana, Sotiello, Puente de los Fierros, Herías, Telledo, Tuiza, Llanos de Somerón, Pajares, Piñera y Zureda. A partir del año 1624 se añadieron a esta cofradía los párrocos de Ujo, de San Juan Bautista de Mieres, el de Lindes (Quirós), el abad de Paraná, el capellán de Santa María de la Nieves con sede en el hospital de Vega del Ciego, el cura de Ayones del concejo de Valdés, el cura de Riello, el cura de Cabarcos en Mondoñedo, canónigos de la Catedral de Oviedo y de la Colegiata de Santa María de Arbas y los arcedianos de Babia y de Gordón, ambos de la provincia de León, que en aquella época pertenecían al obispado de Oviedo.

## Funcionamiento de la Cofradía
Los sacerdotes cofrades celebraban sus reuniones y las comidas fraternas en la «Casa de la Cofradía» que está adosada al cuerpo principal de la iglesia por su lado oeste. El salón de reuniones está en la parte superior, a la misma altura del coro al que se accede directamente por una puerta que un existe. La parte inferior era la caballeriza para guardar los caballos, mulas, etc. con los que acudían a las reuniones.  El cura de Herías tenía siempre, por razón de su dignidad, el cargo de abad de la Cofradía y, entre otras obligaciones, debía que decir siete Misas de las doce que la Cofradía había de celebrar, una cada mes. El resto corrían a cargo del cura de la iglesia de Santa María de Campomanes.
Desde el salón de reuniones pasaban directamente al coro para rezar el Oficio divino en común por lo que el coro disponía de tres bancos, uno de ellos embutido en la pared y los otros dos tenían una rejilla para poder confesarse. Uno de los sacerdotes ejercía el encargo de sacristán preste siendo el encargo rotatorio, por turnos. Su principal obligación era la de vigilar que el ermitaño del santuario, que vivía en la «Casa de Novenas», situada frente a la fachada principal, mantuviera bien custodiadas y conservadas las alhajas y otros enseres y elementos de culto que poseyera el santuario. También existía el cargo de mayordomo y su ocupación era la de administrar las rentas, comuñas e ingresos de censos que poseía el santuario. En las celebraciones litúrgicas, uno de los sacerdotes tenía que asistir con sobrepelliz, otros dos revestidos como diácono y subdiácono y, al menos cuatro, cantar la Misa desde el coro

## Bienes materiales de la Cofradía
Después de esta introducción, el Libro hace una «memoria de las alajas» y añade que:

«constan en el libro viejo ser todas de la Cofradía» para continuar a hacer una enumeración exhaustiva siendo las más notorias las siguientes: unas andas emburidas para llevar la imagen en la procesión (costaron 60 reales, año 1660), cuatro atriles para misales, tres arcas, un incensario de bronce, cruz dorada para las procesiones, un calderón para el agua bendita, dos cálices, más un terno de damasco negro con tres albas con sus encajes y capa de oro, dos misales viejos, un pendón de damasco blanco, un terno de damasco blanco con sus tres albas de lienzo con cíngulo y amitos, un manto de difuntos para el túmulo, tres casullas de damasco blanco; tres mesas, un almired, dos cazos, dos paletas y tres garfillas, tres arcas,.... 
Las juntas o reuniones de la Cofradía se reunían «en el coro alto de la ermita» anunciando antes estas juntas «tocando las campanas como es costumbre para tratar y conferir las cosas que más convengan para el gobierno de la Cofradía».

El «libro viejo» u original de la cofradía se perdió y los cronistas de épocas posteriores trascribieron todas las noticias, modificaciones, actos, etc, en uno nuevo que se abrió el año 1716 en el que se indicaba que aunque la cofradía era sacerdotal, también acogía a algunos seglares. Otro libro de gran importancia para la historia del santuario y perteneciente al archivo de Herías, que aún se conserva pero muy deteriorado, es en el que se recogían las compraventas de ganados y otros utensilios durante todo el siglo XVIII y parte del XIX. Esta «Cofradía» era solamente para sacerdotes pero en 1991 fue relanzada por el rector del santuario D. Salvador Tejedor, sacerdote, y quedó abierta a todos los fieles contando con más de 400 cofrades en el año 2000.

## Casa de la Cofradía
La Cofradía de sacerdotes no solo se ocupaba de los fines espirituales de sus parroquias sino que también se llevaban a cabo con intensidad mejoras en la edificación del santuario y en la «Casa de la cofradía» cuya construcción estaba iniciada en el año 1673 pues los cofrades sentían la necesidad de tener un lugar digno donde tener las reuniones del cabildo de la cofradía.
En los siglos XVII y XVIII se construyeron la «casa de las Novenas» y la «casa de la Cofradía». La «Casa de la Cofradía» de construcción muy sólida de cantería está en la zona oeste del santuario,  y adosada a él. La parte superior está compuesta por un salón grande cuya puerta da al coro y es en esencia la «Casa» ya que la parte inferior es una caballeriza. Se terminó en el año 1678 y su coste fue de 1 600 reales para la obra que «se hiço en ella». Una de las personas que la edificó fue Pedro Martínez, cantero de Pola de Lena, al que se pagaron «24 ducados y medio a cuenta de la obra que tiene tomada».

## Capellanía
En el año 1724 Catalina Bernaldo de Quirós y su hijo Sebastián Bernardo, ambos vecinos del pueblo cercano de Campomanes, fundaron la «Capellanía de Nuestra Señora de Bendueños».».